# بخش دکاتور (شهرستان لارنس، اوهایو)
بخش دکاتور (به انگلیسی: Decatur Township) یک منطقهٔ مسکونی در ایالات متحده آمریکا است که در شهرستان لارنس، اوهایو واقع شده‌است.
 بخش دکاتور ۸۶٫۶ کیلومتر مربع مساحت و ۷۲۶ نفر جمعیت دارد و ۲۱۴ متر بالاتر از سطح دریا واقع شده‌است.